# Axel Odelberg (läkare)
Axel Axelsson Odelberg, född 19 september 1892, död 26 mars 1984 i Stockholm, var en svensk läkare.
Axel Odelberg var son till kaptenen vid flottan Axel Odelberg (1866–1925). Han utbildade sig till läkare på Karolinska institutet och blev medicine licentiat 1918. Han var överläkare vid Garnisonssjukhuset i Boden 1929–1931, styresman vid Östersunds lasarett 1931–1957. Efter 1941 var han också kirurgöverläkare. 1954 utnämndes han till Medicine Hedersdoktor. Från 1958 och fram till sin pensionering 1966 var han överläkare vid Riksförsäkringsanstalten.
Under vinterkriget var han chef för Svenska Rödakorsambulansen. 
Axel Odelberg gifte sig med Margaretha Odelberg född Frölich 30 augusti 1924. Odelberg var farfar till författaren Axel Odelberg. Makarna Odelberg är begravda på Danderyds kyrkogård.